# ليليان جوردي كارتر
بيسي ليليان كارتر (التي وُلدت باسم جيردي) وُلدت في 15 أغسطس 1898 وتوفيت في 30 أكتوبر 1983. كانت ممرضة أمريكية ووالدة جيمي كارتر، الرئيس التاسع والثلاثين للولايات المتحدة. عُرفت بيسي أيضًا بمساهماتها كمتطوعة في هيئة السلام في الهند، حيث قدمت إسهامات هامة في مهمة المنظمة. بالإضافة إلى عملها الإنساني، قامت بكتابة كتابين خلال فترة رئاسة ابنها.

## الممرضة والأم
وُلدت كارتر باسم بيسي ليليان جيردي في 15 أغسطس 1898 في ريتشلاند، جورجيا، لوالديها جيمس جاكسون جيردي و ماري إيدا نيكولسون جيردي. وكان نصف شقيق والدها من الأب، بيري جيردي الأول، هو جد مؤسس شركة موتاون ريوردز، بيري جيردي. تطوعت للعمل كممرضة في الجيش الأمريكي عام 1917، لكن تم إلغاء البرنامج. بدلاً من ذلك، عملت في مكتب البريد الأمريكي في ريتشلاند قبل أن تنتقل إلى بلينز، جورجيا في عام 1920، حيث تم قبولها كمتدربة في مستشفى وايز سانيتاريوم قبل أن تكمل دراستها في كلية التمريض بمستشفى غريدي التذكاري في أتلانتا، جورجيا عام 1923. في البداية، كان عائلة ليليان تعارض اختياره لمهنة التمريض، لكنها استمرت في تدريبها وأصبحت ناجحة جدًا، مما أكسبها احترام المجتمعين الأسود والأبيض. كانت تُعرف بـ "الآنسة ليليان"، وكانت تسمح للأشخاص السود بدخول منزلها من الباب الأمامي بدلاً من الباب الخلفي كما كان يُتبع عادة في ذلك الوقت. وغالبًا ما كانت تستضيفهم في غرفة المعيشة لتبادل الحديث الودي كما كانت تفعل مع جيرانها البيض. وكانت هذه المحادثات تستمر أحيانًا حتى بعد أن يعود زوجها إيرل إلى المنزل وهو يتوقع أن يغادر الضيوف.
قالت ليليان كارتر إن أقوى تأثير على آرائها الليبرالية كان والدها، جيمس جاكسون جيردي، الذي كان يدير مكتب بريد في مسقط رأس ليليان في ريتشلاند وكان دائمًا ودودًا وغالبًا ما كان يتناول الطعام مع العمال السود. وكان ذلك أمرًا غير معتاد في أوائل القرن العشرين، لكن ليليان قررت أنها ستتبع مثال والدها.
التقت بالأعمال التجارية جيمس إيرل كارتر وتزوجت منه فور تخرجها. أنجب الزوجان أربعة أطفال: جيمي (1924–2024)، غلوريا (1926–1990)، روث (1929–1983)، وبيلي (1937–1988). بينما كانت قد تقاعدت نظريًا من التمريض في عام 1925، إلا أنها في الواقع عملت ممرضة ممارسة (Nurse Practitioner) لأولئك الذين كانوا يعملون في شركات زوجها، وكذلك لأفراد المجتمع المحلي في بلينز. وعلى الرغم من أنها كانت امرأة دينية، إلا أن كارتر لم تكن من الحاضرين المنتظمين في خدمات الكنيسة. بعد أن نظمت بعض الأخوات في الكنيسة المحلية رحلة تبشيرية إلى أفريقيا، أصبح كارتر غاضبة قائلة إنه كان هناك الكثير مما يجب فعله في الولايات المتحدة قبل السفر إلى بلد آخر. كما قامت بتنسيق دراسة الكتاب المقدس الخاصة بها في منزلها صباح أيام الأحد بينما كان باقي أفراد العائلة يحضرون الكنيسة.
بعد وفاة زوجها بسبب سرطان البنكرياس، غادرت ليليان كارتر إلى جامعة أوبورن حيث تولت دور الأم المسؤولة عن البيت في جمعية كابا ألفا أوردر، وهي أخوية تضم 100 عضو في ذلك الوقت. خدمت في هذا الدور من عام 1956 حتى عام 1962. بعد عام من انتهائها من خدمتها في أوبورن، تولت كارتر إدارة دار لرعاية المسنين في بلاكلي، جورجيا.
أصبح كارتر فيما بعد ناشطًا اجتماعيًا، ويعمل على إلغاء الفصل العنصري وتوفير الرعاية الطبية للأمريكيين من أصل أفريقي في بلينز، جورجيا.

## متطوعة في هيئة السلام
في عام 1966، وعمرها 68 عامًا، تقدمت كارتر للانضمام إلى فيلق السلام. بعد إتمامها لتقييم نفسي، تلقت تدريبًا لمدة ثلاثة أشهر وأُرسلت إلى الهند حيث عملت في مستعمرة جودريج التي تبعد 30 ميلاً (48 كم) عن مدينة مومباي. عملت هناك لمدة 21 شهرًا؛ حيث قدمت المساعدة للمرضى المصابين بالجذام. أسست جامعة إيموري مركز ليلين كارتر للتمريض الدولي تكريمًا لعملها في الهند. كما أطلق مكتب فيلق السلام الإقليمي في أتلانتا جائزة باسمها تقديرًا للمتطوعين فوق الخمسين عامًا الذين يقدمون أكبر مساهمة.

### الأم الرئاسية
عندما قرر جيمي كارتر الترشح للرئاسة، كانت والدته من أوائل الأشخاص الذين أخبرهم بذلك. كان يُنظر إليه في البداية باعتباره المرشح غير المتوقع لمنصب رئيس الحزب الديمقراطي.
كانت ليلين كارتر معروفة بلقب "ميس ليلين" وقد نشرت كتابين خلال رئاسة ابنها: ميس ليلين وأصدقاؤها و بعيدًا عن المنزل: رسائل إلى عائلتي، كلا الكتابين نُشرا في عام 1977. كان الكتاب الأخير مجموعة من الرسائل التي كتبتها إلى عائلتها أثناء وجودها في الهند ضمن فيلق السلام. في عام 1977، أنشأ الفنان آندي وارهول صورة بورتريه لها، وقد عُرضت منذ ذلك الحين في مركز كارتر في أتلانتا، جورجيا.
كانت "ميس ليلين" مفضلة لدى الصحافة بفضل سحرها الجنوبي وطبيعتها المتواضعة. بالنسبة للمراسلين والمحققين على حد سواء، كانت دائمًا تملك ردًا دافئًا وجريئًا على كل سؤال. يروي أحد كتّاب سيرتها قصة عن لقاء بين كارتر ومراسل من نيويورك الذي سافر إلى بلينز لمقابلتها أثناء حملة ابنها في عام 1976 ليصبح رئيسًا للولايات المتحدة:
رحبت ميس ليلين بالمراسل قائلة: "مرحبًا بك في بلينز! من الرائع رؤيتك! هل ترغب في بعض عصير الليمون؟ كيف كانت رحلتك؟ فستانك جميل"، وهي تُظهر ضيافتها الجنوبية الشهيرة. فبدأ المراسل في سؤاله عن ميس ليلين وقال: "الآن، ميس ليلين، ابنك يترشح للرئاسة وقال إنه لن يكذب أبدًا. كأم، هل تقولين لي إنه لم يكذب أبدًا؟" فأجابته قائلة: "أوه، جيمي يكذب الأكاذيب البيضاء طوال الوقت!" فقال المراسل: "أخبريني ما الذي تعنينه: ما هو 'الكذب الأبيض'؟" فأجابته ميس ليلين: "تذكر عندما قلت 'مرحبًا بك في بلينز وكيف أن من الرائع رؤيتك'. كان ذلك كذبًا أبيض."
في عام 1977، ظهرت ليليان كارتر في دور قصير في الفيلم التلفزيوني Lucy Calls the President بطولة لوسيل بول.
عندما أقام ابنها بيلي حفل قص الشريط لافتتاح مصنعه للبيرة، سأل أحد الأصدقاء كارتر ما إذا كانت ستحضر أم لا. علقت قائلة: "لقد حضرت حفل تنصيب جيمي، أليس كذلك؟"
إلى جانب نائب الرئيس والتر مونديل، ترأست ليليان كارتر الوفد الأمريكي لحضور جنازة الرئيس اليوغوسلافي جوزيف بروز تيتو.

## السنوات الأخيرة والوفاة
تم تشخيص إصابة كارتر بسرطان الثدي بعد فترة وجيزة من مغادرة ابنها الأكبر منصب الرئاسة في يناير/كانون الثاني 1981. وبينما كان السرطان في حالة هدأة في أبريل 1983، تم تشخيص ابنتها الأصغر، روث كارتر ستابلتون، بسرطان البنكرياس وتوفيت في 26 سبتمبر 1983 عن عمر يناهز 54 عامًا. بعد شهر من ذلك، في 30 أكتوبر 1983، توفيت كارتر نفسها نتيجة سرطان الثدي الذي انتشر إلى العظام، عن عمر يناهز 85 عامًا في أميريكوس، جورجيا. كان أولادها الثلاثة الذين نجوا من وفاتها بجانبها في لحظاتها الأخيرة. ودفنت كارتر في مراسم بسيطة استغرقت ست دقائق في مقبرة كنيسة لبنان في 1 نوفمبر 1983، إلى جانب زوجها الذي توفي قبلها بثلاثين عامًا.
بالإضافة إلى زوجها وابنتها، توفي اثنان من أبنائها الآخرين، غلوريا كارتر سبان وبيلي كارتر، وحفيدها، الدكتور إس. سكوت ستابلتون، أيضًا بسبب سرطان البنكرياس. تم تشخيص الرئيس السابق بسرطان الجلد (الميلانوما) في عام 2015، عندما كان في سن التسعين. نجا من هذا السرطان وتوقف عن العلاج في مارس 2016. في عام 2010، عانى من ألم شديد في المعدة تم تفسيره خطأً على أنه سرطان البنكرياس. كان رئيسًا لجمع الأموال وداعمًا للأبحاث المتعلقة بإيجاد علاج لهذا المرض.
في عام 2001، تم تكريم ليلين كارتر من قبل جيمي كارتر من خلال تدشين مركز تمريض رئيسي في بلينز تكريماً لها، وذلك تقديراً لسنواتها الأولى من الخدمة في المجتمع كممرضة. في عام 2011، تم إدخالها إلى قاعة الشهيرات للنساء في جورجيا.

## كتب للاستزادة
- ليليان كارتر مع جلوريا كارتر سبان، بعيدًا عن المنزل: رسائل إلى عائلتي، سايمون وشوستر، نيويورك 1977(ردمك 0-671-22683-5)
- ليليان كارتر كما روتها لبيث تارتان ورودي هايز ، الآنسة ليليان وأصدقائها: فلسفة عائلة بلينز، جورجيا وكتاب الوصفات ، دار نشر A&W، 1977(ردمك 0-89104-074-9)
- جيمي كارتر، ساعة قبل الفجر: ذكريات الطفولة الريفية، دار نشر سيمون آند شوستر، لندن(ردمك 0-7432-1199-5)
- جيمي كارتر، أم رائعة، سايمون وشوستر، نيويورك 2008(ردمك 1-4165-6245-1)
- جيمي كارتر، دائمًا الحساب، وقصائد أخرى، كتب تايمز، نيويورك 1995(ردمك 0-8129-2434-7)تم تخصيص تكريمًا لوالدته ويحتوي على قصيدة عنها.
- جرانت هايتر-مينزيس، ليليان كارتر: حياة مليئة بالعطف ، شركة ماكفارلاند، جيفيرسون، كارولاينا الشمالية، 2014(ردمك 978-0-7864-9719-5)
- روبرت بوتشيلاتو، جيمي كارتر في بلينز: مسقط رأس الرئيس أركاديا للنشر، ساوث كارولينا 2016(ردمك 978-1467115414)

## روابط خارجية
- تعداد مقاطعة سومتر، جورجيا عام 1930 (في Ancestry. كوم عرض :"إيرل كارتر 35 عامًا، يمتلك منزلًا، تزوج أولًا في سن 29 عامًا، فارمر؛ ليليان 31 عامًا، تزوجت أولًا في سن 25 عامًا؛ جيم إي 5 أعوام، غلوريا 3 أعوام، 12/4 عامًا، غالواي؛ روث 12/4 عامًا، غالواي"
- ملفنا التعريفي عن ليليان كارتر في تاريخ جورجيا
- مقالة على موقع Peace Corps Online حول مساهمة كارتر في فيلق السلام

قالب:Georgia Women of Achievementقالب:Jimmy Carter